# Schlacht von Rancagua
Rancagua – Chacabuco – Cancha Rayada – Maipú
Schlacht von Rancagua bezeichnet die erste große Schlacht um die chilenische Unabhängigkeit gegen Spanien vom 1. Oktober bis 2. Oktober 1814.
Unter der Führung von General Mariano Osorio zogen die Spanier 1814 rund 5.000 Soldaten vor allem aus Peru und von der Insel Chiloé zusammen. Spanische Truppen gingen daraufhin bei Valdivia an Land und zogen gegen die Chilenen zu Felde.
Bernardo O’Higgins und José Miguel Carrera erwarteten die Spanier eigentlich bei Paine. Dort hatte Carrera eine Abwehrposition eingenommen. O’Higgins wollte vorher noch in Rancagua einrücken, so waren die chilenischen Truppen in zwei Teile aufgeteilt. Dies erwies sich als Fehlentscheidung, und Bernardo O’Higgins wurde bei Rancagua von den Spaniern eingekesselt.
Die Truppen von O’Higgins wurden vernichtend geschlagen; Carrera konnte nicht mehr eingreifen. O’Higgins und Carrera entkamen den spanischen Truppen und konnten nach Argentinien fliehen. Die spanische Rückeroberung Chiles, die sogenannte Reconquista, dauerte nach bis zur Schlacht von Chacabuco 1817.
In der Schlacht von Rancagua wurden einige der späteren Präsidenten Chiles gefangen genommen und auf die Juan-Fernández-Inseln im Pazifik verbannt, genannt seien Juan Egaña Risco und Manuel Blanco Encalada.